# Une princesse est morte
Singles de KDD
Ma cause
(1997) 16 min 30 s contre la censure
(1999)
Une princesse est morte est un single du groupe KDD, sur une musique citant Pomp and Circumstance No. 1 d'Edward Elgar. La chanson rend notamment hommage à Betty Shabazz, la femme de Malcolm X, dans le premier couplet.

## Classement hebdomadaire
| Classement (1998)                       | Meilleure position |
| --------------------------------------- | ------------------ |
| Belgique (Wallonie Ultratop 50 Singles) | 35                 |
| France (SNEP)                           | 24                 |